# Ladson
Ladson é uma Região censo-designada localizada no estado norte-americano de Carolina do Sul, no Condado de Berkeley e Condado de Charleston.

## Demografia
Segundo o censo norte-americano de 2000, a sua população era de 13.264 habitantes.

## Geografia
De acordo com o United States Census Bureau tem uma área de
22,3 km², dos quais 22,3 km² cobertos por terra e 0,0 km² cobertos por água. Ladson localiza-se a aproximadamente 12 m acima do nível do mar.

## Localidades na vizinhança
O diagrama seguinte representa as localidades num raio de 16 km ao redor de Ladson.